# Górowo Iławeckie
Górowo Iławeckie (niem. Landsberg (Ostpreußen)) – miasto w powiecie bartoszyckim, w województwie warmińsko-mazurskim, położone na północ od Olsztyna, oddalone o 15 km od granicy z Rosją (obwodem królewieckim).
Miasto jest siedzibą gminy wiejskiej Górowo Iławeckie.
Miasto jest lokalnym ośrodkiem handlowo-usługowym na obszarze wschodniej części Wzniesień Górowskich. Położone jest na siedmiu pagórkach, oraz nad rzeką Młynówką Górowską (zam. Górowską Młynówką) zawierając w granicach centrum i „Staw Garncarski” z wyspą – daw. przeciwpożarowy. Miasto stanowi 0,25% powierzchni powiatu bartoszyckiego.
Górowo Iławeckie leży w historycznych Prusach Dolnych, na obszarze dawnej Natangii, 12 km na północ od Warmii.
Według danych GUS z 1 stycznia 2024 r. Górowo Iławeckie liczyło 3627 mieszkańców.

## Komunikacja
W mieście była stacja kolejowa Górowo Iławeckie. W latach 90. XX w. zamknięto budynek stacji PKP wraz z poczekalnią PKS-u. Najbliższa stacja kolejowa jest oddalona o 30 km w Pieniężnie (ruch zawieszony, obsługiwał połączenia pasażerskie dla kierunków Olsztyn Główny, Gutkowo, Braniewo) oraz przystanek oddalony o 45,9 km w Łankiejmach (obsługuje 12 połączeń pasażerskich w godzinach 5:02 – 21:43 dla kierunków: Olsztyn Główny, Ełk, Korsze).
Przewozy autobusowe realizowane są poprzez prywatnych przewoźników: „Delux” (Bartoszyce przez Wojciechy), „Przewozy BarTczak” i „Trans-Her” (Olsztyn przez Dobre Miasto).

## Historia
Historia Górowa Iławeckiego sięga średniowiecza. Do XIII wieku okolice te zamieszkiwali Prusowie z plemienia Natangów. W 1260 roku Natangowie wzięli udział w II powstaniu Prusów przeciwko Zakonowi krzyżackiemu. Z powstaniem tym związany jest Herkus Monte, jeden z przywódców powstania, który zginął w lesie na terenie gminy w 1273 roku.
Okolica późniejszego miasta należała do komturii w Bałdze, jednej z komturii Prus Dolnych w obrębie państwa zakonu krzyżackiego. Po zakończeniu podboju Prus w 1283 na terenie Prus Dolnych nastąpiło intensywne osadnictwo.

Akt oddania się stanów pruskich królowi Polski Kazimierzowi IV Jagiellończykowi i Koronie Królestwa Polskiego, 1454, Archiwum Główne Akt Dawnych

Osada targowa istniała w Górowie od początków XIV w., natomiast za początek miasta można przyjąć rok 1335, gdy dwaj wójtowie – Herman i Albert zaplanowali i wytyczyli rynek dla nowo powstającej osady. Wybór ten był związany z przecinaniem się w tym miejscu szlaków z Bartoszyc do Pieniężna i z Lidzbarku Warmińskiego do Królewca. Miasto oficjalnie zostało założone 5 lutego 1335 nadaniem osadzie praw miejskich przez komtura bałgijskiego Henryka de Muro. Wraz z prawami miejskimi osada otrzymała 100 włók i 10 morgów ziemi (ponad 1600 ha gruntów). W 2 połowie XIV wieku miasto otoczono murem obronnym oraz zbudowano Bramę Młyńską i Bramę Wysoką. Podczas wojny głodowej w 1414 miał miejsce najazd i zniszczenia dokonane przez wojska polskie. W 1440 r. miasto było współzałożycielem Związku Pruskiego, a w 1454 r. mieszczanie złożyli przysięgę królowi Polski Kazimierzowi Jagiellończykowi. W czasie wojny trzynastoletniej Krzyżacy spalili miasto. W latach 1535–1810 miasto było własnością prywatną. W roku 1710 w wyniku dżumy zmarło 767 mieszkańców miasta.
Miasto rozwijało się, powstawały nowe zakłady rzemieślnicze, kwitło rzemiosło takie jak tkactwo, sukiennictwo czy garncarstwo. Pierwotni mieszkańcy trudnili się rzemiosłem zaś ludność z ubocza trudniła się rolnictwem. Było ono początkowo własnością zakonu krzyżackiego, a w latach 1482–1809 miastem lennym, prywatnym, należącym początkowo do rodziny Truchess-Waldburg, a następnie do rodziny von Schwerin.

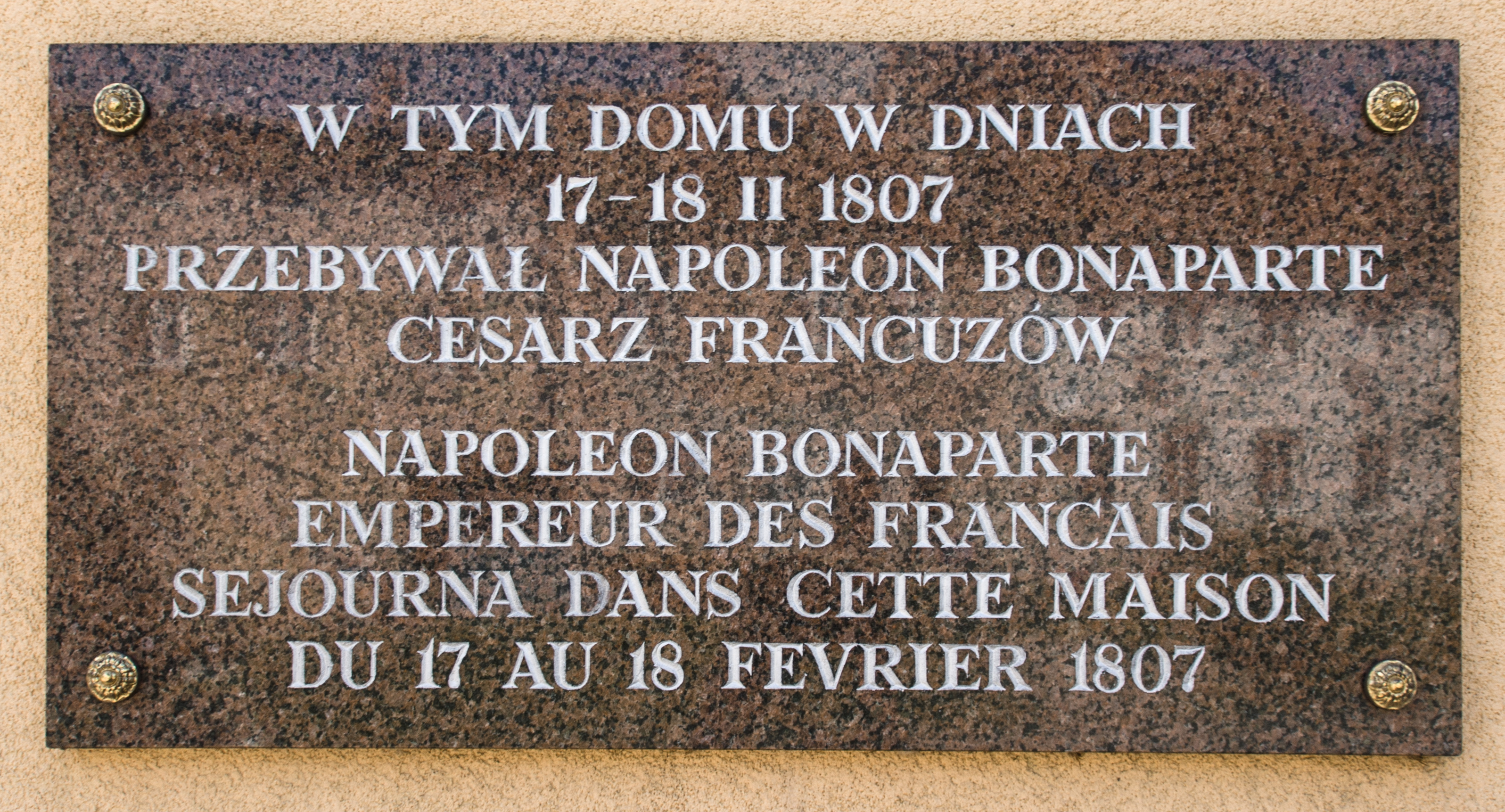
Tablica upamiętniająca miejsce pobytu Napoleona w Górowie w 1807

W lutym 1807 r. kwaterowali tu Rosjanie i Francuzi, rekwirując zapasy żywności. W Górowie nocował cesarz Francuzów Napoleon Bonaparte.
Od 1818 miasto należało do powiatu Iława Pruska. Miasto podczas swej historii było wielokrotnie niszczone przez pożary, wojny, mieszkańców nękały epidemie. Zniszczone w czasie wojny głodowej (1414), wojny trzynastoletniej (1456), a następnie przez pożar w 1655. Na dobre zaczęło się rozwijać dopiero pod koniec XIX wieku. Wybudowano linię kolejową, zelektryfikowano i zgazyfikowano miasto, otwarto wodociągi, rozpoczęła działalność miejska gazownia i centrala telefoniczna. W czasie I wojny światowej miasto doznało poważnych zniszczeń. W czasie II wojny światowej w pobliskim Kamińsku działał pierwszy w Prusach Wschodnich obóz jeniecki (Stalag IA Stablack). Wojska 331 Dywizji Strzeleckiej 3 Frontu Białoruskiego zdobyły miasto 4 lutego 1945. Zastraszoną ludność czerwonoarmiści spędzili do piwnic domów, które następnie podpalili; natomiast gwałconym pod miastem kobietom odcinano języki.
W czerwcu 1945 roku miasto zostało przekazane polskiej administracji. Po II wojnie światowej pozostała w mieście ludność niemiecka (przeważająca większość uciekła przed nacierającą Armią Czerwoną) została wysiedlona, a ich miejsce zajęli polscy przesiedleńcy z Kresów Wschodnich (głównie z Wileńszczyzny, Grodzieńszczyzny, Nowogródczyzny i Polesia) oraz  osadnicy z Polski centralnej. W 1947 roku trafił transport Ukraińców przesiedlonych w ramach akcji „Wisła”. Górowo stało się wielonarodowym i wielowyznaniowym ośrodkiem o zróżnicowanej kulturze. Do 1961 miasto było siedzibą powiatu, najpierw iławeckiego, później górowskiego. W latach 1945–1975 miasto należało do starego województwa olsztyńskiego, w 1975 roku stało się częścią mniejszego województwa olsztyńskiego, by po reformie administracyjnej przeprowadzonej w 1999 roku, znaleźć miejsce w nowo powstałym województwie warmińsko-mazurskim.

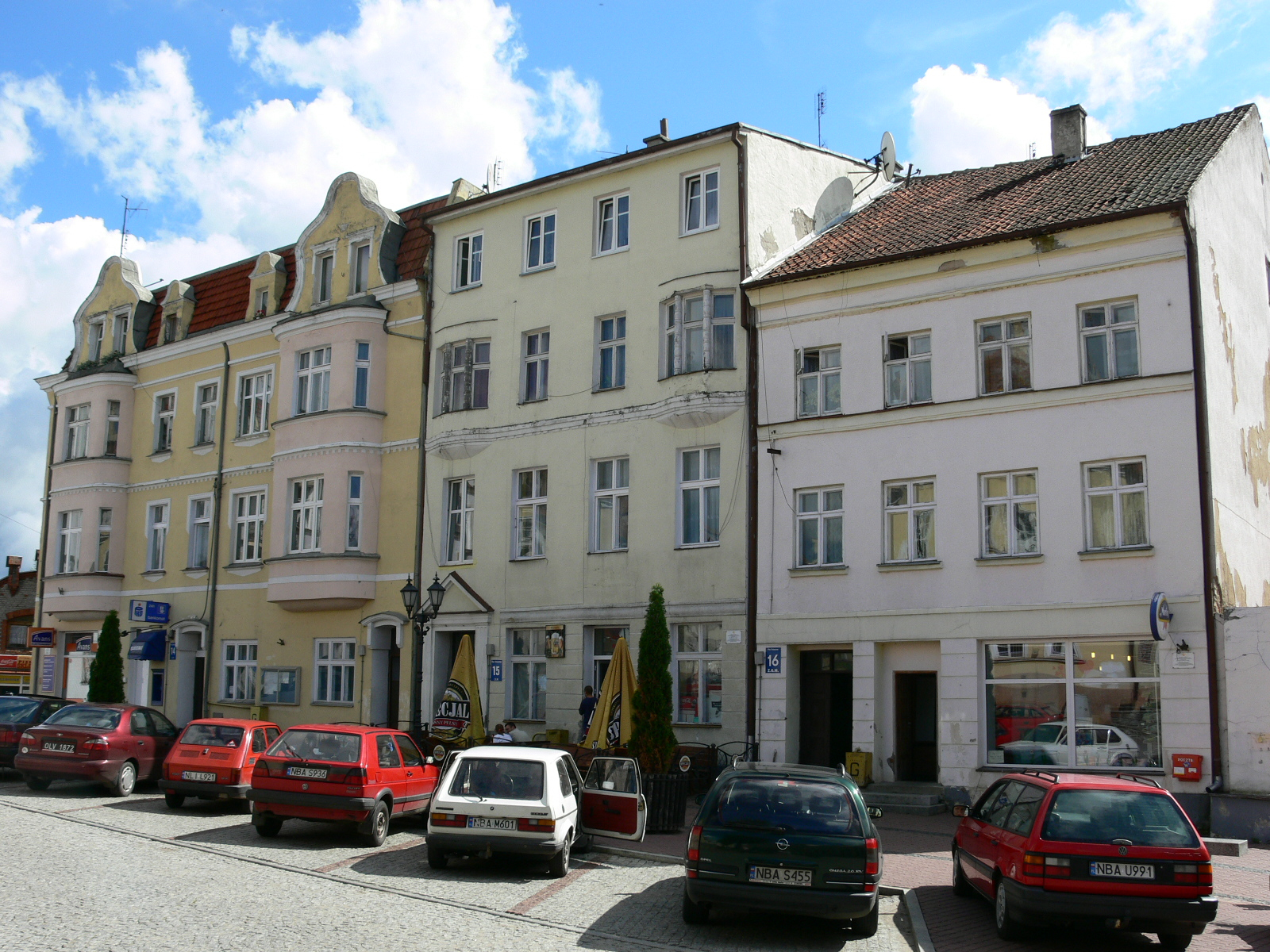
Kamienice przy górowskim rynku współcześnie

W roku 2000 Górowska Młynówka przerwała tamę na utworzonych sztucznych zlewiskach wody w północnej części miasta, co doprowadziło do powodzi, w wyniku której śmierć poniosły trzy osoby.
W latach 1954–1972 miasto nie należało, ale było siedzibą władz gromady Górowo Iławeckie. W latach 1975–1998 miasto administracyjnie należało do województwa olsztyńskiego.

## Nazwa miasta
Przed 1945 rokiem miasto nosiło niemiecką nazwę Landsberg. Po przyłączeniu miasta do Polski zapadła decyzja o nadaniu mu nowej, polskiej nazwy. Komisja nazewnicza, nawiązując do znaczenia nazwy niemieckiej, utworzyła formę Górowo, początkowo Górowo Pruskie, później zmienione na Górowo Iławeckie, co nawiązuje do historycznej stolicy powiatu (Iława Pruska, dziś Bagrationowsk).

## Demografia
Według danych z 31 grudnia 2014 r. miasto miało 4198 mieszkańców.
Dane z 31 grudnia 2014:
| Opis                          | Ogółem | Ogółem | Kobiety | Kobiety | Mężczyźni | Mężczyźni |
| ----------------------------- | ------ | ------ | ------- | ------- | --------- | --------- |
| Jednostka                     | osób   | %      | osób    | %       | osób      | %         |
| Populacja                     | 4198   | 100    | 2135    | 50,86   | 2063      | 49,14     |
| Gęstość zaludnienia [os./km²] | 1264   | 1264   | 643     | 643     | 621       | 621       |

- Piramida wieku mieszkańców Górowa Iławeckiego w 2014 roku[13]

### Mniejszości narodowe
- mniejszość niemiecka – Niemieckie Stowarzyszenie „Natangen”[14]
- mniejszość ukraińska – Związek Ukraińców w Polsce

Pozostałe mniejszości narodowe mieszkające w jednostkowej ilości na terenie miasta to Litwini, Białorusini i Rosjanie.

## Struktura powierzchni
Według danych z roku 2002 Górowo Iławeckie zajmuje obszar 3,32 km², w tym:
- użytki rolne: 46%
- użytki leśne: 2%

## Ochrona przyrody
Południowo-wschodnią część miasta położona jest w obszarze Natura 2000 OSO Ostoja Warmińska PLB280015, zaś na cmentarzu komunalnym przy ul. Wyszyńskiego rosną 4 pomniki przyrody:
- dąb szypułkowy obwód 400 cm
- jesion wyniosły obwód 305 cm
- jesion wyniosły obwód 340 cm
- klon zwyczajny obwód 275 cm.

W kompleksie leśnym miasta położonym w jego północnej części, znajdują się kolejne 2 pomniki przyrody.

## Gospodarka
Górowo jest lokalnym ośrodkiem przemysłowym, handlowym i usługowym w szczególności branża usług remontowo-budowlanych. Przemysł drzewny – zakłady tartaczne, stolarnie oraz fabryka mebli.

## Transport
Przez miasto krzyżują się trasy:
- 511 Droga wojewódzka nr 511 (Granica Państwa – Lidzbark Warmiński)
- 512 Droga wojewódzka nr 512[c] (Szczurkowo – Bartoszyce – Górowo Iławeckie – Pieniężno)

### Odległości do ważnych ośrodków województwa
- Olsztyn (Urząd Wojewódzki, Urząd Marszałkowski, Sejmik Wojewódzki, Samorządowe Kolegium Odwoławcze) – 70 km
- Przejście graniczne: Bezledy – 16 km, Grzechotki – 56 km
- Bartoszyce (Starostwo, Szpital) – 23 km

## Oświata
Placówki oświatowe:

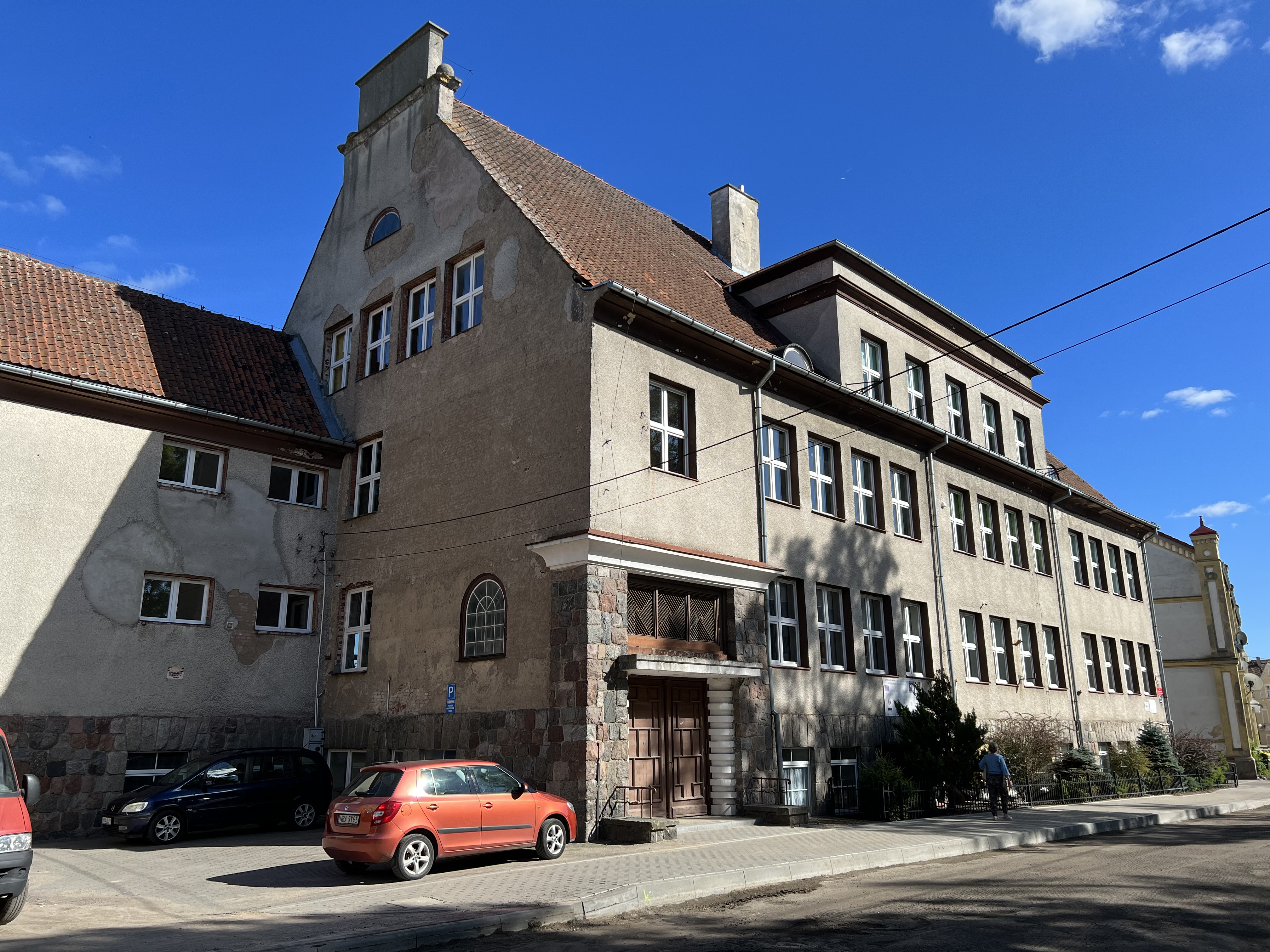
Szkoła Podstawowa nr 1

- Przedszkole Miejskie (ul. gen. Sikorskiego);
- Szkoła Podstawowa nr 1 (ul. Szkolna i ul. gen. Wład. Sikorskiego);
- Zespół Szkół Ogólnokształcących nr 1: Branżowa Szkoła I Stopnia, Liceum Ogólnokształcące nr 1 (ul. Wyszyńskiego);
- Zespół Szkół z Ukraińskim Językiem Nauczania nr 2 (od 1999/2000)[d]: Szkoła Podstawowa i Liceum (dawne LO nr 2, powstałe w 1990) przy ul. Szkolnej 6. Przy Zespole funkcjonuje Zespół Pieśni i Tańca „Dumka”

Przy zespołach szkół miejskich funkcjonują: boisko, sala gimnastyczna, siłownia.

## Ochrona zdrowia
- Wojewódzki Szpital Rehabilitacyjny (ul. Armii Krajowej);
- placówka Pogotowia Ratunkowego z Bartoszyc obok funkcjonującej Przychodni „Medyk” (ul. gen. Sikorskiego),
- dwie apteki: przy ul. Sikorskiego i „Ratuszowa” przy pl. Ratuszowym.
- dla zwierząt Lecznica Weterynaryjna przy ul. Olsztyńskiej.

## Kultura

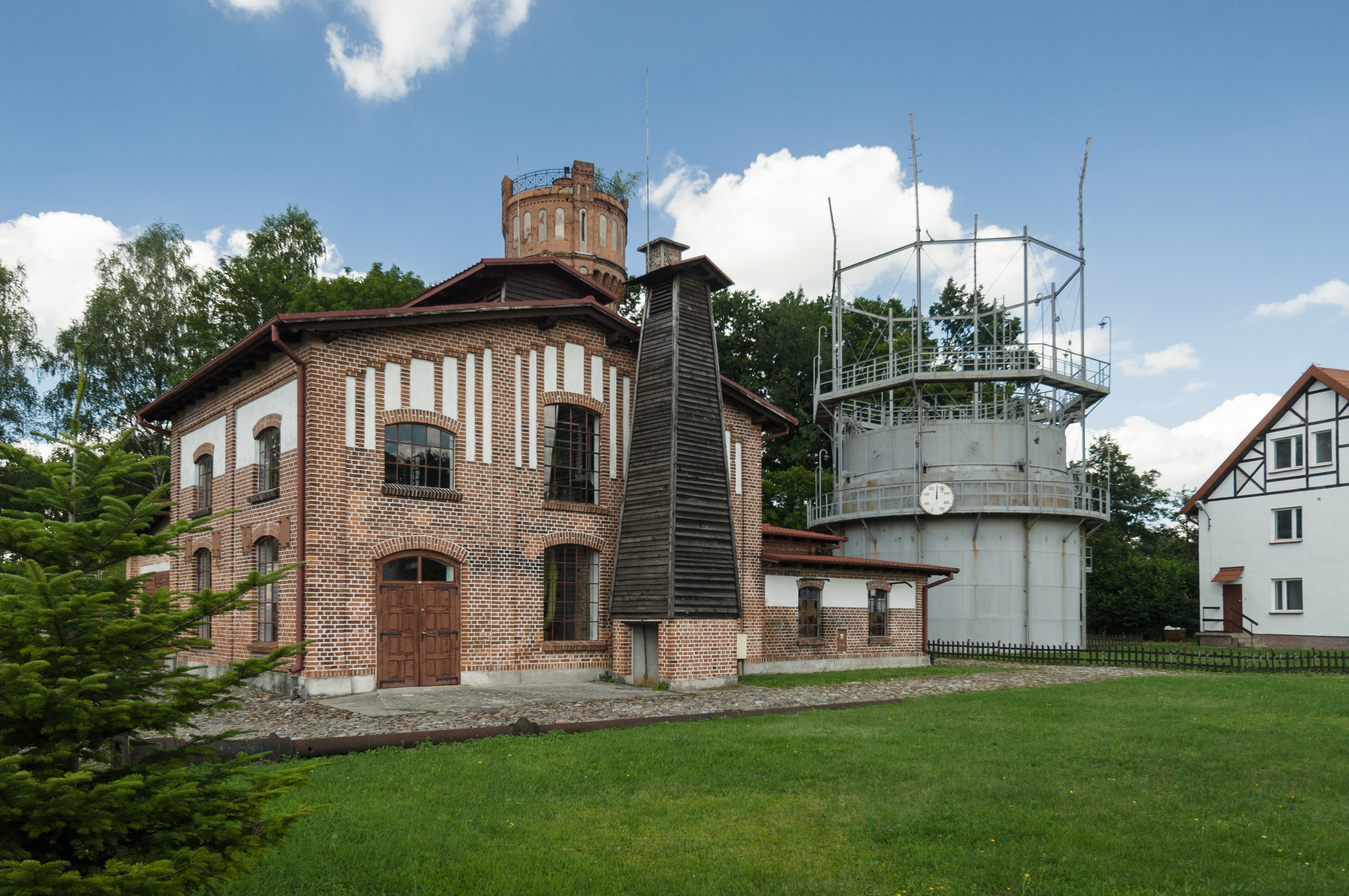
Zabytkowa gazownia z roku 1908, obecnie Muzeum Gazownictwa

Organizacją kultury w mieście zajmuje się Ośrodek Kultury (ul. T. Kościuszki), prowadzi on sekcje zainteresowań oraz organizuje imprezy sportowe i kulturalno-rozrywkowe w mieście, spośród których są „Dni Górowa” w czerwcu. Wspomaga on także harcerstwo, lokalny folklor (od 2005 roku działa przy nim zespół „Promień”); promuje regionalnych artystów m.in. Zespół Tańca i Pieśni „Dumka”.
Mieszkańcy regionu mogą też korzystać z Biblioteki Publicznej działającej przy ul. gen. Sikorskiego 34.

### Muzea
- Muzeum Gazownictwa, które ze swymi unikatowymi zbiorami zabytkowej gazowni koksowej z roku 1908 stanowi ciekawą propozycję dla miłośników historii i techniki (ul. Przemysłowa)[f].
- Muzeum Miejskie – którego opiekunem jest Stowarzyszenie historyczno-kolekcjonerskie „DREYSE”[g].

Uzupełnieniem stanowi ukraińska Izba Rzemieślnicza, przy pl. Ratuszowym.

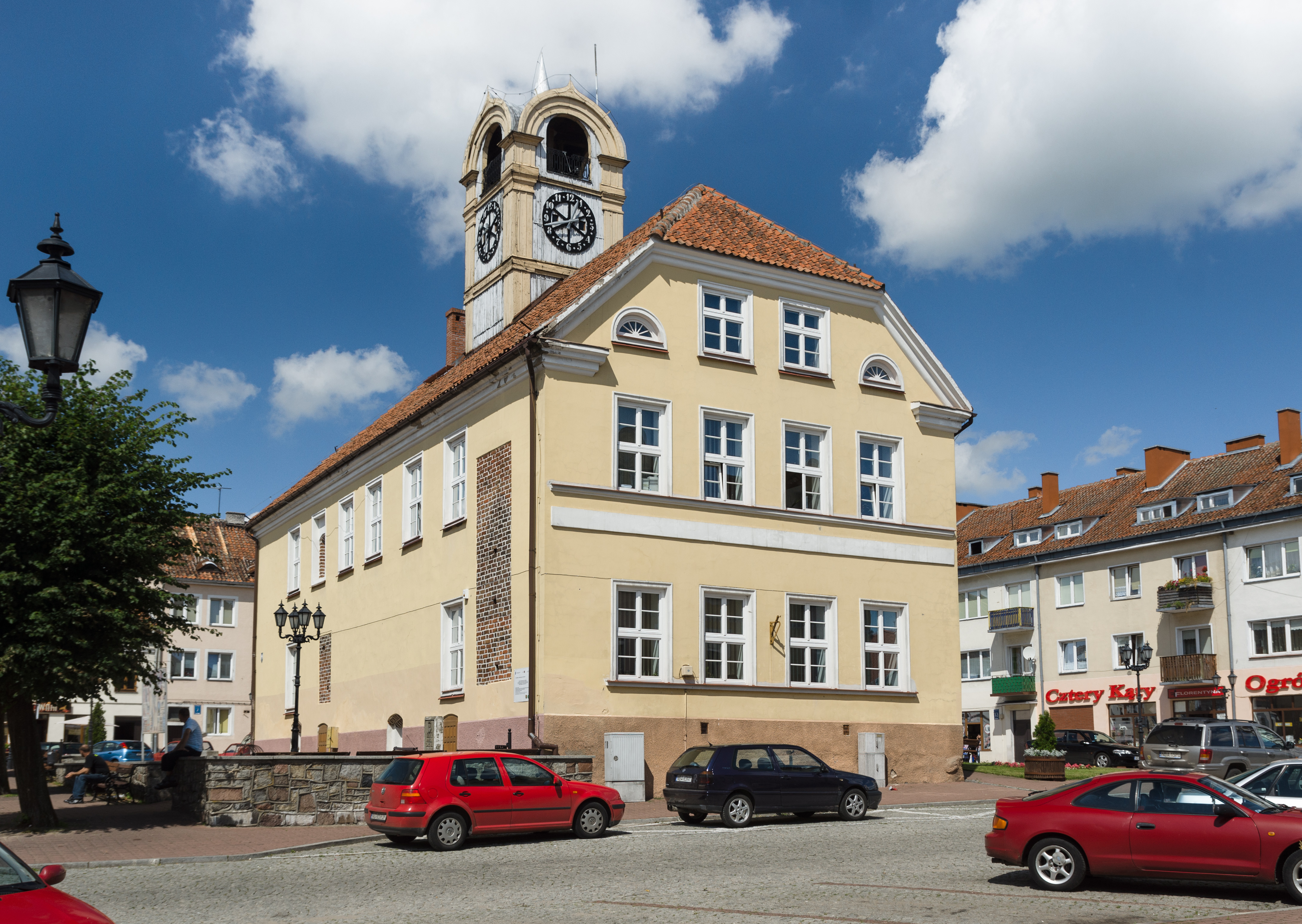
Ratusz Górowski z XIV wieku – siedzibą władz miejskich

### Zabytki

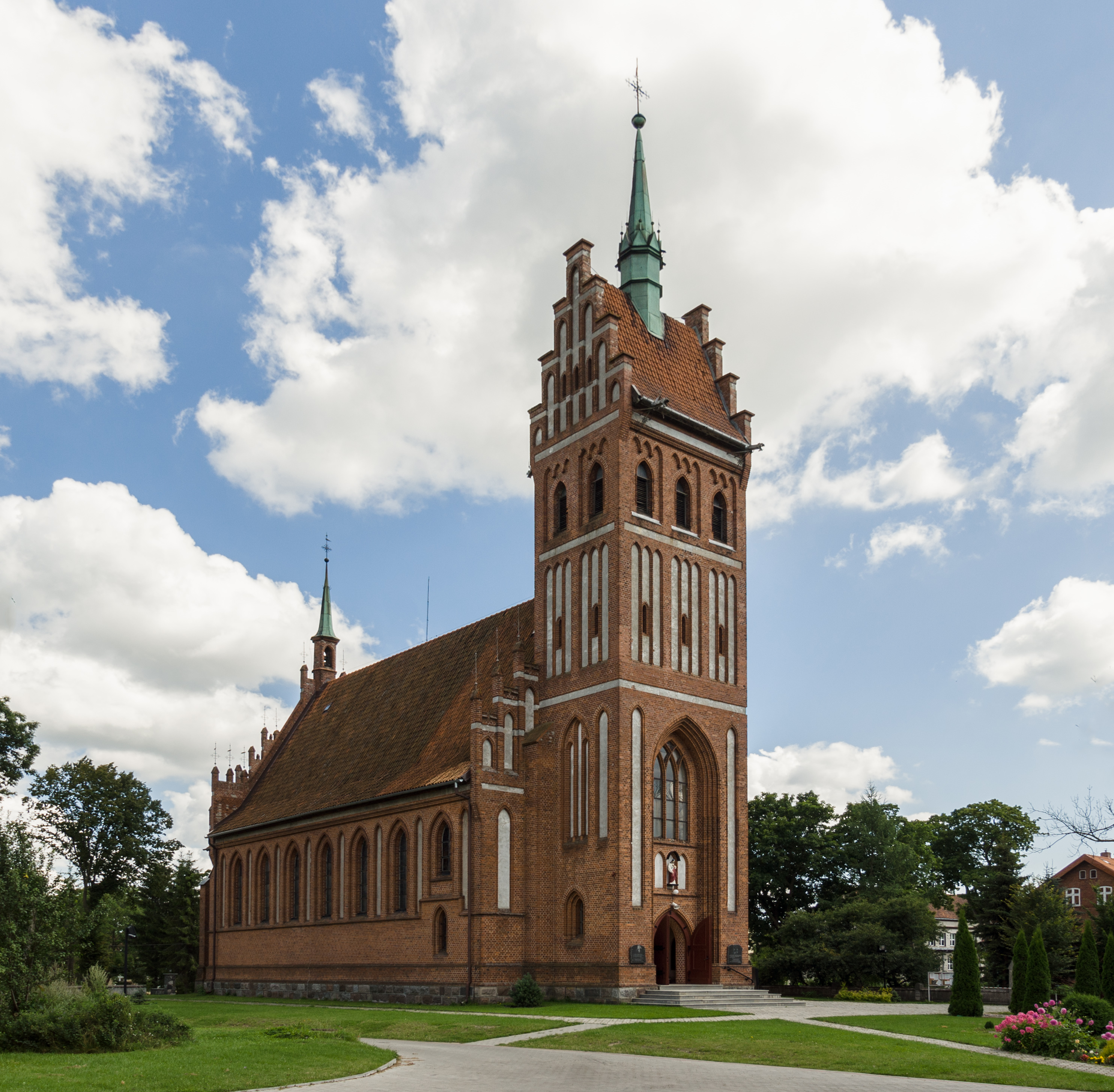
Kościół Najświętszego Serca Pana Jezusa

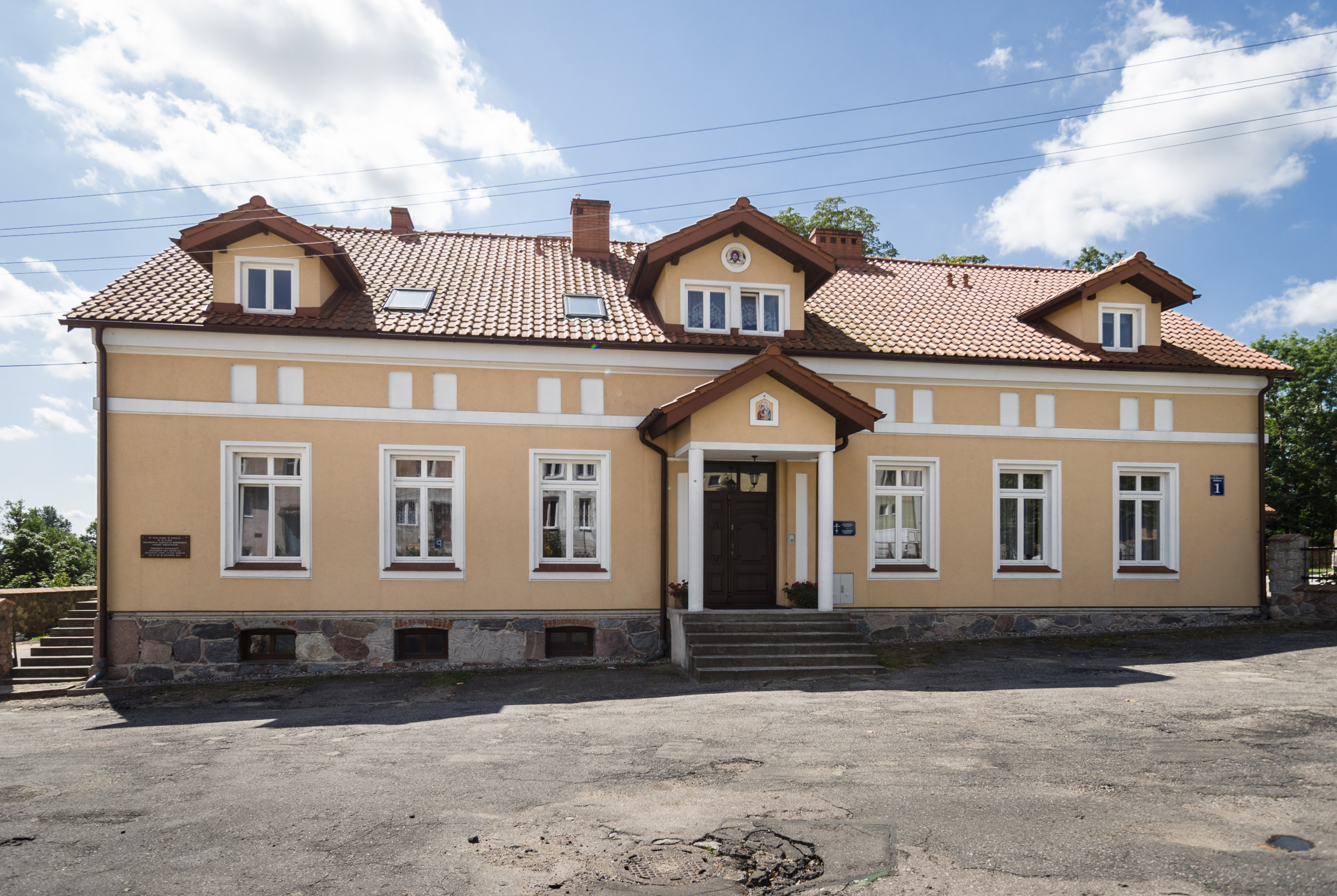
Plebania, w której w 1807 nocował Napoleon Bonaparte

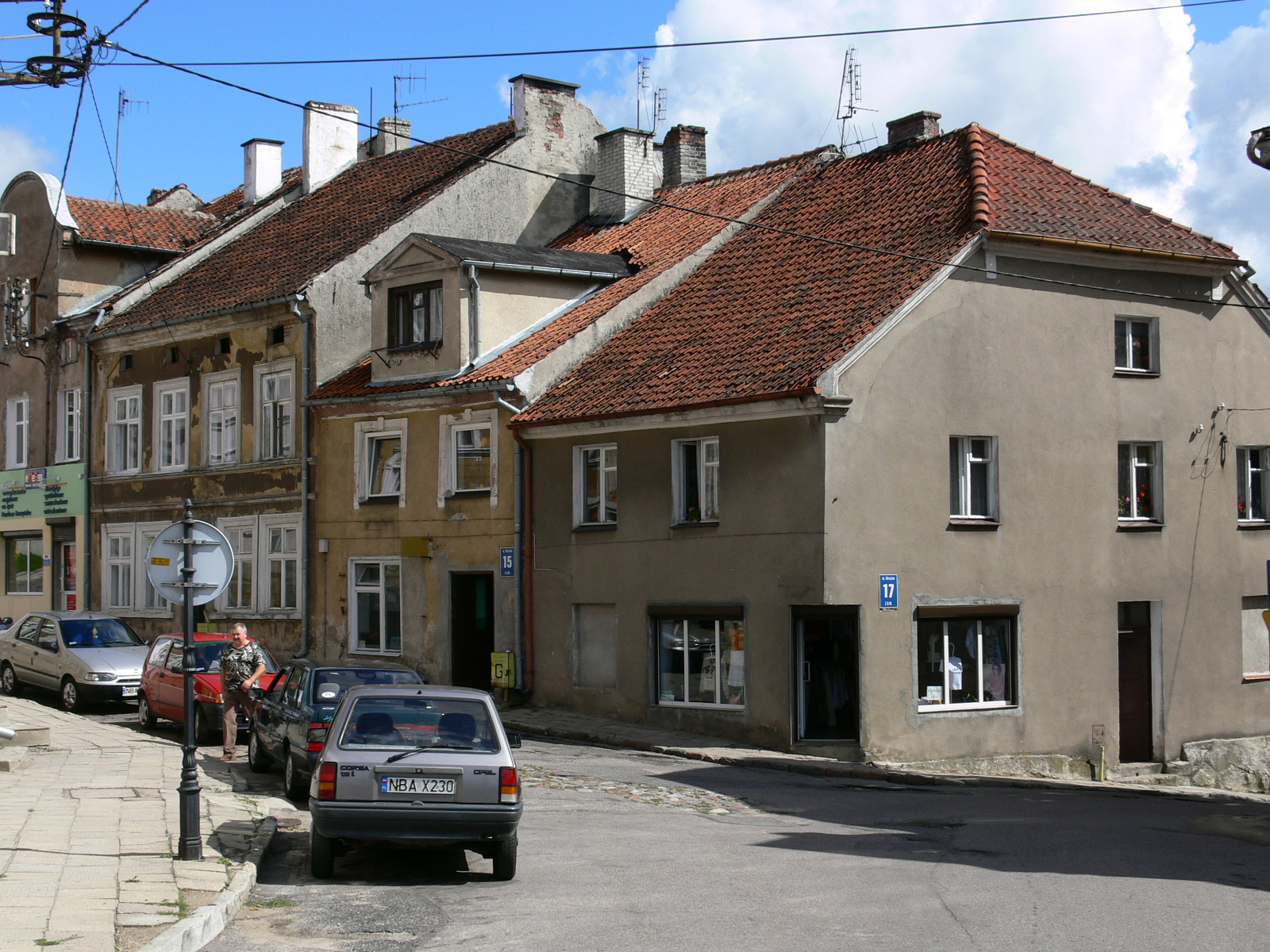
Starówka Górowska

Położone na pagórkach miasteczko dobrze zachowało zabytki, należą do nich:
- Ratusz Górowski – budynek wybudowany w stylu gotyku pochodzi z XIV wieku, przebudowany w późniejszym okresie zatracił cechy stylowe. Budynek na planie prostokąta ma charakterystyczną drewnianą wieżyczkę i skwer.
- Średniowieczny układ urbanistyczny starego miasta z rynkiem pośrodku z którego naroży wychodzi 8 ulic.
- Kościół Najświętszego Serca Pana Jezusa – wybudowany w stylu neogotyckim, pochodzi z 1895 r.
- Cerkiew Greckokatolicka z XIV wieku, z przyległą smukłą XV-wieczna murowaną dzwonnicą. Kościół pierwotnie funkcjonował jako katolicki, a następnie ewangelicki. Wewnątrz zobaczyć można spore barokowe malowidło sufitowe oraz ikonostas Jerzego Nowosielskiego.
- Poewangelicka kaplica cmentarna z XIX wieku, obecnie jako Cerkiew Prawosławna.
- Dawny hotel, zmieniony na Komendę Milicji z czasem i po kilkuletniej dobudowie znany współcześnie jako Wojewódzki Szpital Rehabilitacyjny.
- fragment murów miejskich z XV wieku.
- most nad rzeką „Młynówką” na „drugim asfalcie” ul. Kaliningradzka, część drogi wojewódzkiej nr 511-512,
- miejska wieża ciśnień z 1910 r.[18]
- kolejowa wieża ciśnień[h].
- zabytkowe kamienice centrum miasta.
- pozostałości cmentarza żydowskiego[i].
- plebania, przy ul. ks. Ripeckiego 1 gdzie w 1807 r. nocował cesarz Napoleon I Bonaparte.
- wyróżniające się budynki (obecnie zamienione na bloki mieszkalne): poczty, pierwszy zakład mleczarni, masarni – przy ul. Armii Krajowej; dom rabina[j] przy ul. Tad. Kościuszki.

### Pomniki
1. Tablica informująca o spaleniu tzw. „czarownicy z Augam” na skwerze ratuszowym.
2. Tablica na ścianie plebanii informująca o obecności Napoleona Bonaparte.
3. Tablica upamiętniająca 650-lecie miasta na skwerze ratuszowym.
4. Instalacja metalurgiczna upamiętniająca 650-lecie miasta u zbiegu ul. Olsztyńskiej z ul. Kaliningradzką[k].
5. Głaz przy ul. Tad. Kościuszki (przy sztucznym wodospadzie), upamiętniający ofiary powodzi z roku 2000.
6. Pomnik Polskiego Orła w Koronie oddający hołd ofiarom katastrofy smoleńskiej, skwer im. Sybiraków (ul. gen. Wład. Sikorskiego, naprzeciw Gimnazjum nr 1).

## Rekreacja

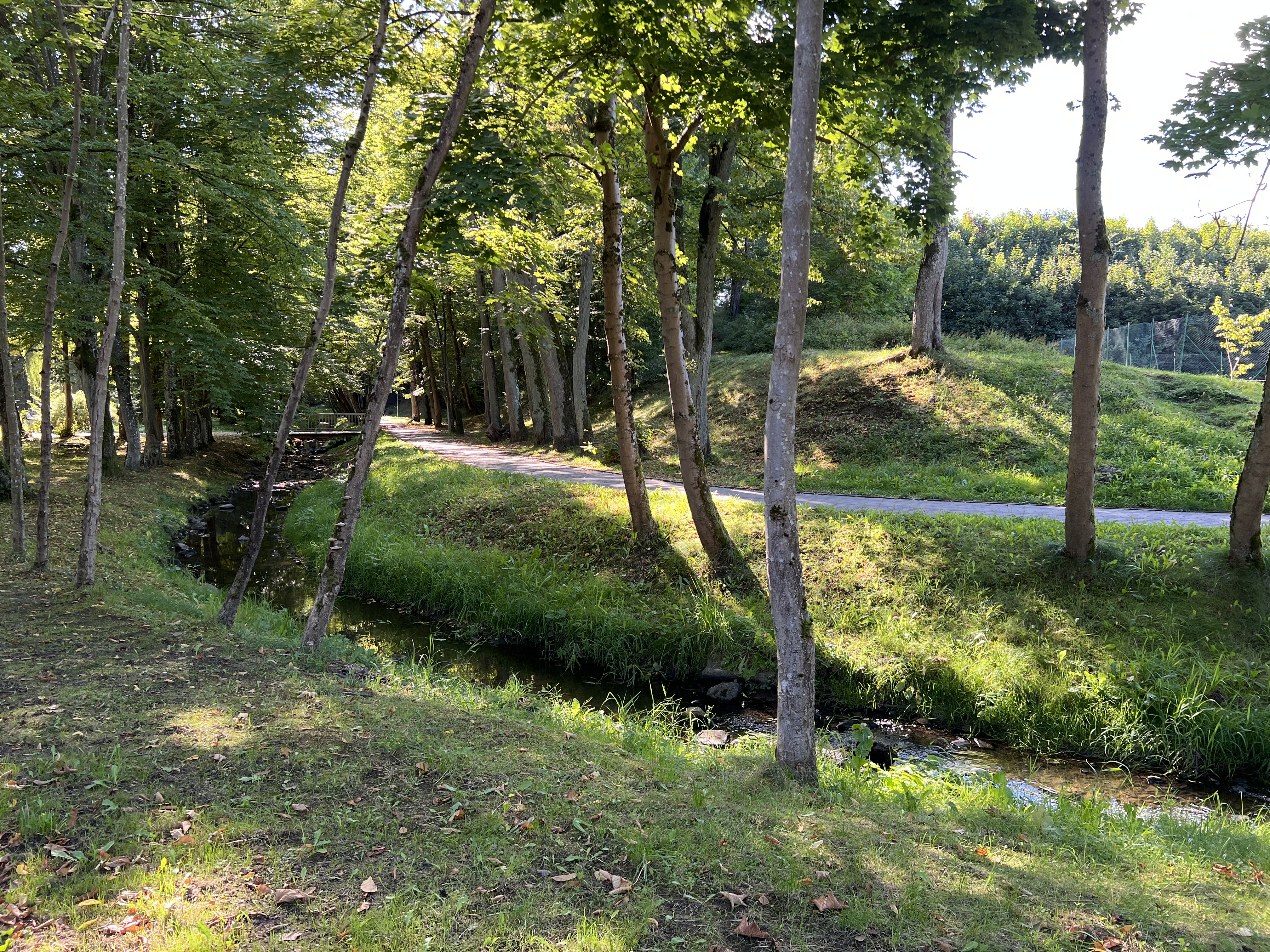
Park Miejski

W 2003 roku otwarto Punkt Informacji Turystycznej znajdujący się w Ośrodku Kultury, które realizuje sprzedaż pamiątek oraz ma za zadanie informować turystów o atrakcjach miasta, gminy i okolic.
Na zachód od rynku miasta, Park Miejski oferuje odpoczynek pośród alejek, które znajdziemy również przy 1) Stawie Garncarskim (posiada promenadę w części południowo-zachodniej i dwa mola pływające dla wędkarzy w części północnej) oraz 2) Skwerze im. Sybiraków (za ratuszem od strony południowo-zachodniej znajdziemy skwer miejski). W północnej części miasta usytuowany jest sztucznie utworzony Zalew Miejski bezpośrednio sąsiadujący z lasem, posiadający infrastrukturę spacerową wraz z wyznaczonymi miejscami na ognisko.

### Obiekty rozrywkowe
1. parkiet taneczny w Parku Miejskim.
2. Amfiteatr polowy z promenadą nad wodą, latem odbywa się tu Festiwal Kultury Ukraińskiej „Eko-ŁOMYJA” (w południowej części miasta, wejście od Zespołu Szkół nr 2, ul. Szkolna).

### Sport

#### Sekcje sportowe[19]
- Piłka nożna – w mieście działa od czasu założenia w 1947 roku Górowski Klub Sportowy „Cresovia” o barwach biało-niebieskich z siedzibą przy Stadionie Miejskim (ul. gen. Sikorskiego), który prowadzi sekcję piłki nożnej pod nazwą: „Cresovia Górowo Iławeckie”, która aktualnie (sezon 2023/2024) występuje w klasie okręgowej, gr. warmińsko-mazurskiej I[20]. Zarządca stadionu miejskiego.
- Piłka siatkowa – „Team Cresovia Górowo Iławeckie” oraz „UKS Bociek Górowo Iławeckie”.
- Tenis stołowy, turniej szachowy – Stowarzyszenie „Bałga Górowo Iławeckie” (współorganizator cyklicznego turnieju „GrandPrix w tenisie stołowym” i organizator rozgrywek szachowych).

#### Obiekty sportowe
1. Stadion miejski o pojemności 800 miejsc (odnowiony w ramach europejskiego projektu wspólnie z Bagrationowskiem).
2. Hala sportowa (przy Szkole Podstawowej nr 2) w której organizowane są imprezy sportowe i rozrywkowe, istnieje od roku 2000.
3. Dwa kompleksy sportowe „Orliki” (ul. gen. Sikorskiego i ul. Kajki).
4. Kort Tenisa ziemnego w Parku Miejskim[m].
5. Mini „Skate-Park” w Parku Miejskim[n].
6. Dwa boiska do piłki plażowej w Parku Miejskim (od strony ul. Tad. Kościuszki).
7. Boisko do koszykówki (ul. Nowowiejskiego).
8. Szlak rekreacyjno-uzdrowiskowy dla pieszych i rowerzystów.
9. Kompleks sprzętu atletycznego – siłownia nad Zalewem (od 2015 r.) i przy Stadionie Miejskim (od 2019 r.) oraz dostosowana dla osób niepełnosprawnych przy Stawie Garncarskim (od 2018 r.).

## Społeczeństwo

### Działalność socjalna
Pozarządową pomoc na tym regionie, oferują:
- Niemieckie Stowarzyszenie Natangen – organizacja społeczno-kulturalna zrzeszająca ludność pochodzenia niemieckiego, działająca od roku 1991, ul. Sikorskiego 34. Oferuje sporadycznie pomoc m.in. bezpłatnej odzieży używanej.
- Stowarzyszenia na Rzecz Osób Niepełnosprawnych i Profilaktyki Zdrowia „Jesteśmy razem” – w ramach Środowiskowego Domu Samopomocy – Centrum „Barka”, ul. Wyszyńskiego 13.
  - „Radio Górowo” – sekcja radiowo-muzyczna, audycję prowadzą wspólnie uczestnicy, jak i terapeuci ośrodka. Główny cel to integracja osób niepełnosprawnych ze społeczeństwem nadawana w ramach radia internetowego i kanału telewizji kablowej.
  - „TV Górowo” – telewizja internetowa pod patronatem stowarzyszenia.

- Oddział Caritas Archidiecezji Warmińskie prowadzący Świetlicę Opiekuńczo-Wychowawczą.
- ChSCh – Chrześcijańska Służba Charytatywna (oddział ADRA ze świetlicą w Lidzbarku Warmińskim).

### Ruchy społeczne
- Hufiec ZHP Bartoszyce – drużyna zuchów i harcerzy, przy miejskim Ośrodku Kultury.
- Polski Związek Wędkarzy (PZW).
- Polski Związek Działkowców (PZD) – administrator zielonych terenów uprawnych miasta.
- „Słuchy Górowa” – internetowa płaszczyzna publikowania aktualności mieszkańców regionu miasta i gminy Górowo Iławeckie, istniejąca w serwisie Facebook od kwietnia 2012 r., w roku 2016 przekształcona na redakcję tytułu prasowego on-line[21] i współpracującą od 2017 r. z serwisem LocalSpot[22] (oddolne narzędzie poprawiające kontakt i wzrost uznania mieszkańców dla skuteczności magistratu w sprawach przestrzeni publicznej miasta).
- Miłośnicy fotografii (widokówek regionu) skupieni wokół grupy na Facebooku pt. "Fotografia rejonu Górowo Iławeckie".

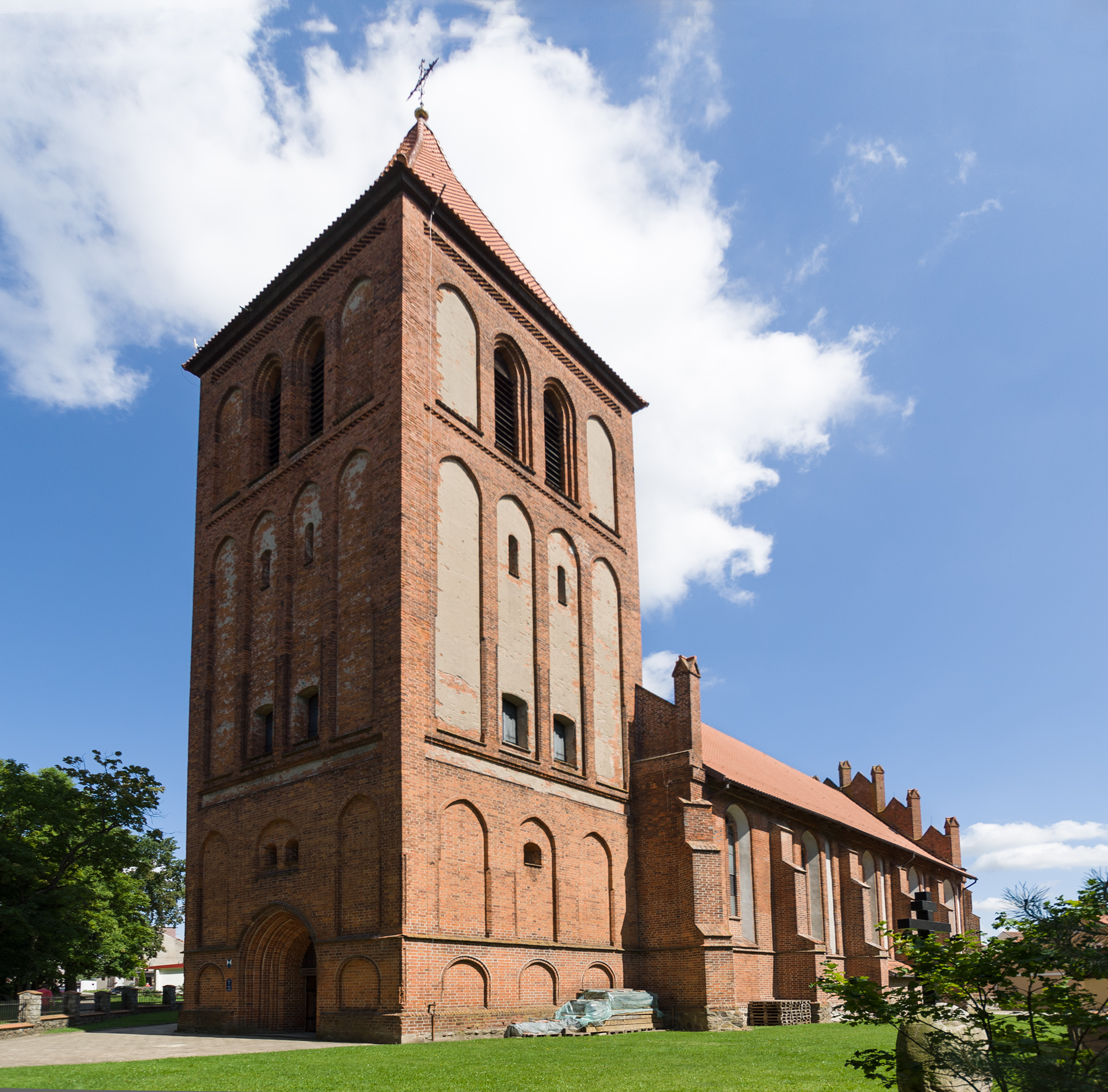
Zabytkowy kościół z XIV wieku, od XVI wieku ewangelicki, obecnie Cerkiew greckokatolicka Podwyższenia Krzyża Świętego

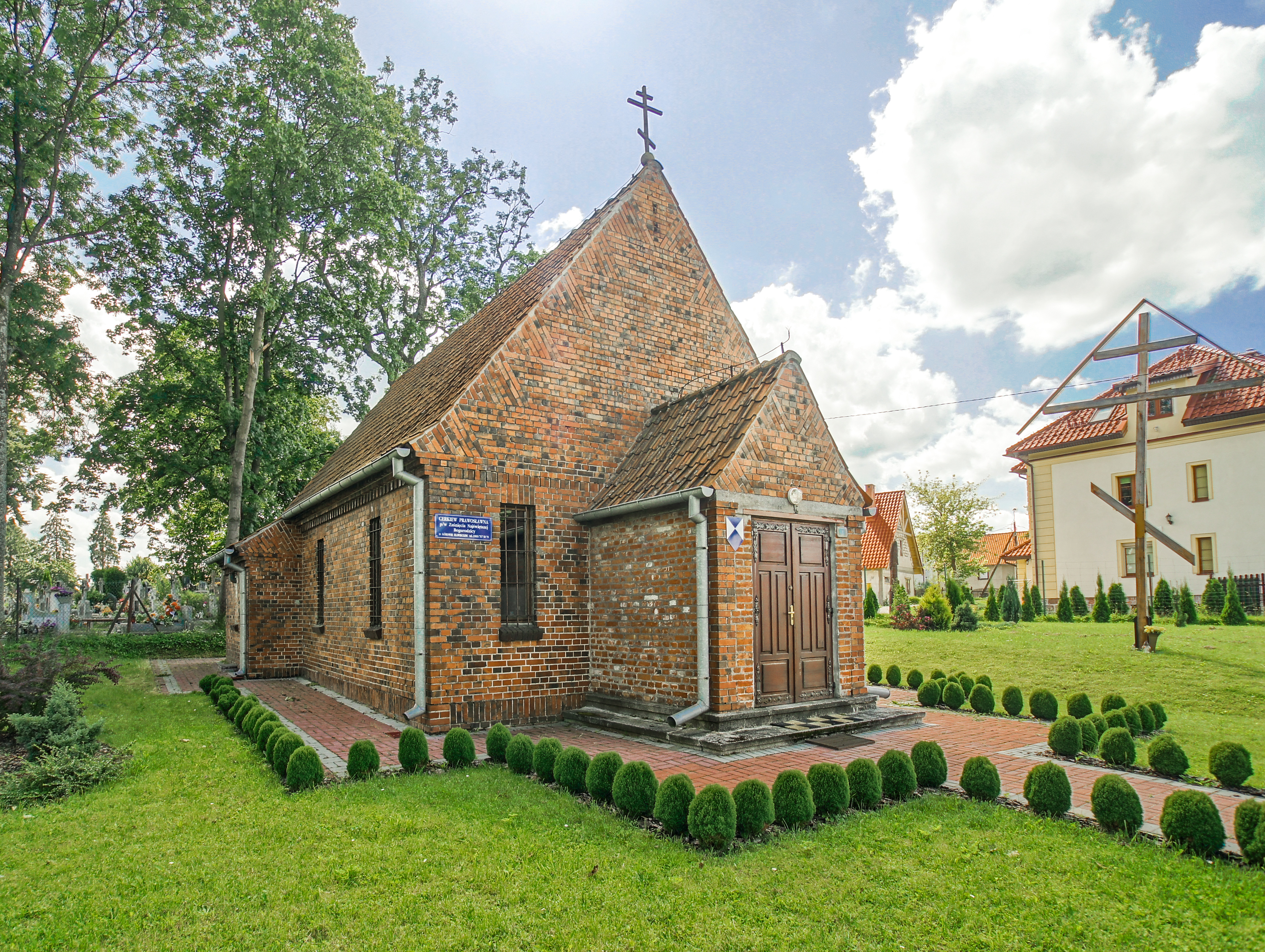
Cerkiew prawosławna Zaśnięcia Przenajświętszej Bogurodzicy

- Klub motocyklowy „Zjawa”.

### Wspólnoty religijne
- Baptyści
- Świadkowie Jehowy:
  - zbór, Sala Królestwa[23]
- Kościół Adwentystów Dnia Siódmego w RP
  - Zbór w Lidzbarku Warmińskim[o].
- Kościół Zielonoświątkowców
- Katolicyzm:
  - Parafia greckokatolicka Podwyższenia Krzyża Świętego[p],
  - Parafia rzymskokatolicka Najświętszego Serca Pana Jezusa[q],
- Polski Autokefaliczny Kościół Prawosławny
  - Parafia Zaśnięcia Przenajświętszej Bogurodzicy[r],